# François Berthod
François Berthod est un religieux cordelier actif dans les 1650 et 1660, auteur de poésies spirituelles et d’œuvres d’édification. Il ne doit pas être confondu avec le poète François Bertaut.

## Biographie
Les éléments dont on dispose sur lui sont très maigres ; ses lieux et dates de naissance et de mort sont toujours inconnus.
Il était vers 1650 gardien du couvent des Cordeliers de Brioude (ordre des Franciscains). Ayant la confiance de Mazarin, il apparaît (d’après ses mémoires) avoir joué un rôle important pour faciliter le retour du roi à Paris en 1652. Il a rédigé des mémoires qui couvrent les années 1652-1653 et décrivent son action durant le siège de Bordeaux et la fin de la Fronde ; ils ont été publiés pour la première fois en 1825, d’après deux sources dont l’une est à la Bibliothèque de l’Arsenal à Paris, dans la collection des manuscrits de Valentin Conrart.
Il se dit prédicateur et aumônier du roi dès 1656, et affirme dans certaines de ses préfaces qu’il a prêché à la cour, notamment lorsqu’elle se déplaçait à Fontainebleau, et que la reine y a entendu là ses « Airs pieux & innocens ».
Il est par ailleurs, dès 1656, auteur d’une demi-douzaine d’ouvrages spirituels, parmi lesquels les plus connus sont trois recueils de contrafacta catholiques : des recueils d’airs avec musique notée (de compositeurs célèbres) dans lesquels les vers profanes ont été remplacés par ses vers spirituels. Les épîtres dédicatoires indiquent qu’il destinait ces recueils aux communautés de moniales.
Son portrait a été gravé par Bonnart (probablement Nicolas Bonnart) en 1663.

## Œuvres

### Mémoires
- Mémoires de Valentin Conrart [avec à la suite les Mémoires de Berthod]. - Paris : Foucault, 1826 (Collection des mémoires relatifs à l’histoire de France, 48). Disponible sur Gallica.
- Nouvelle collection des mémoires pour servir à l’histoire de France... Madame de Motteville. Le Père Berthod. - Paris : Éd. du commentaire analytique du Code civil, 1838. Disponible sur Gallica.

Avec quelques rééditions postérieures...

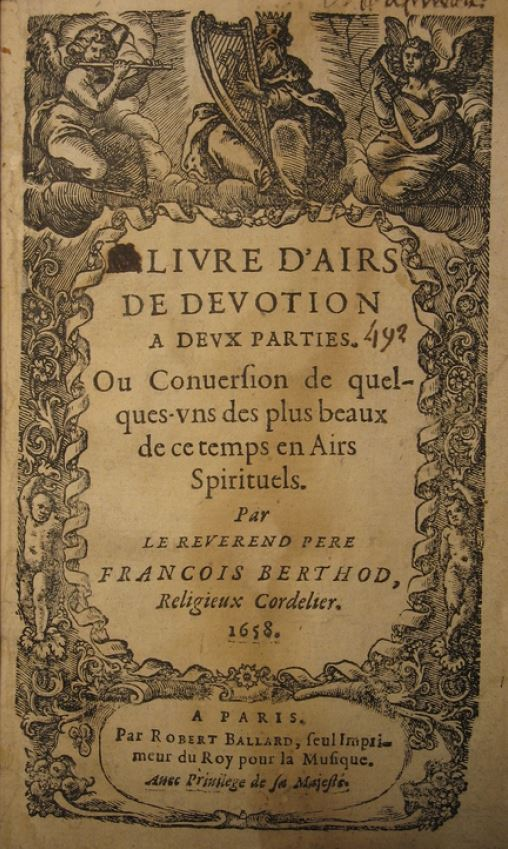
Le IId livre d'airs de dévotion (Paris, 1658)

### Contrafacta spirituels
- Livre d'airs de dévotion à 2 parties, par François Berthod religieux Cordelier [Ier livre]. - Paris, Robert III Ballard, 1656. 1 vol. 8°. RISM 16563, Guillo 2003 n° 1656-A avec dépouillement et restitution des textes profanes originaux.

Dédicaces à la reine Anne d’Autriche (1601-1666) et à l’imprimeur. Contient des airs notés de Michel Lambert, Étienne Moulinié, Vincent, Sébastien Le Camus, Jean de Cambefort, Jean-Baptiste Lully, Louis de Mollier, Jean-Baptiste Boësset, Pierre de Nyert.
- II. livre d'airs de dévotion à 2 parties... par François Berthod, religieux de l’Observance. - Paris, Robert III Ballard, 1658. 1 vol. 8°. RISM 16582, Guillo 2003 n° 1658-B, avec dépouillement et restitution des textes profanes originaux.

Dédicace à Madame Catherine Angélique d'Orléans, Abbesse de Nostre-Dame la Royale de Maubuisson. Contient des airs de Michel Lambert, Étienne Moulinié, Sébastien Le Camus, Louis de Mollier, Jean-Baptiste Boësset, Bertrand de Bacilly, François Martin, Jean de Cambefort.
- III. livre d'airs de dévotion à 2 parties... par François Berthod. Religieux de l'Observance. - Paris, Robert III Ballard, 1662. 1 vol. 8°. RISM 16625, Guillo 2003 n° 1662-A, avec dépouillement et restitution des textes profanes originaux.

Dédicace à la Révérende Mère du Calvaire Religieuse, de l'Abbaye Royale du Val-de-Grâce. Contient des airs de Michel Lambert, Sébastien Le Camus, Louis de Mollier, Jean-Baptiste Boësset, Jean-Baptiste Lully, Louis de Mollier, Jean Granouilhet de Sablières, André de Rosiers, Jean de Bouillon, Thomas Gobert (compositeur).
Dans tous ces recueils, la musique est anonyme. Seul le troisième contient à la fin six airs signés par Thomas Gobert. Sur ce répertoire de contrafacta catholiques, voir notamment Maurice-Amour 1960, Gordon-Seifert 2005, Launay 1993 p. 392-406.
Le Père Berthod aurait eu, avec François Paschal, la responsabilité de corriger le graduel et l’antiphonaire romain, imprimés tous deux par Jean de La Caille à partir de 1650 et notamment en 1666, sous l’autorité de l’archevêque de Paris. Il a profité de ce savoir-faire pour éditer deux ouvrages contenant des mélodies extraites ou inspirées du plain-chant : les Parolles très-dévotes de 1665 et le Service de l’Église de 1667.

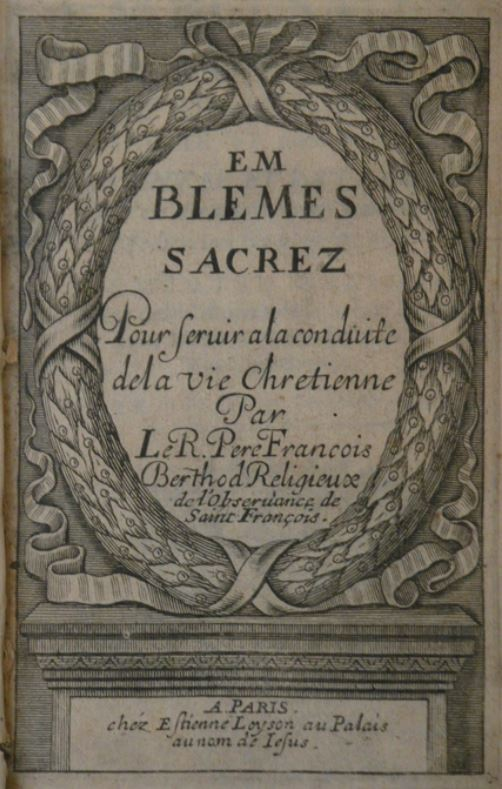
Les Emblesmes sacrez (Paris, 1665).

### Autres œuvres spirituelles ou d’édification
- Le Vrai chemin du ciel pour les agonisants, ou méthode très-brève &très-utile pour les exhorter & les disposer à bien mourir. - Paris, Robert III Ballard, 1656. 1 vol. petit 8°. Guillo 2003 n° 1656-D. Paris BNF.

Dédicace à Monseigneur de Rechigne-Voisin, évêque de Tulle.
- Emblesmes sacrez, pour servir à la conduite de la vie chestienne... inventées et expliquées en vers françois... par le P. F. Berthod, religieux de l’Observance de Saint-François. - Paris : Étienne Loyson, 1665. 2 parties 12°.

Dédicace à la duchesse d’Orléans. Réédition chez Loyson en 1669 (disponible sur Gallica).
- Parolles très dévotes mises en chant pour glorifier Dieu pendant l'Elévation du Très Saint Sacrement à la sainte messe et lorsqu'on l'expose sur l'autel ou qu'on en donne la bénédiction. [à 1 voix]. - Paris : Jean de La Caille, 1665. 4°. Paris BSG.
- L'Histoire de la Passion de N. Sauveur Jésus-Christ, mise en vers françois, par le R. P. F. Berthod... 2e édition... - Paris : E. Loyson, 1666. 12° Paris BNF.
- Le Service de l'Église mis en plain-chant à l'usage de Rome... rubriques françoises... Mis en ordre par le R. P. Berthod... Paris : J. de La Caille, 1667. 12°. Paris BNF.